# دفنة موريتانية
دفنة موريتانية (الاسم العلمي:Daphne mauritanica) هي نوع من النباتات تتبع جنس الدفنة من الفصيلة المثنانية.